# Gumhems gravfält

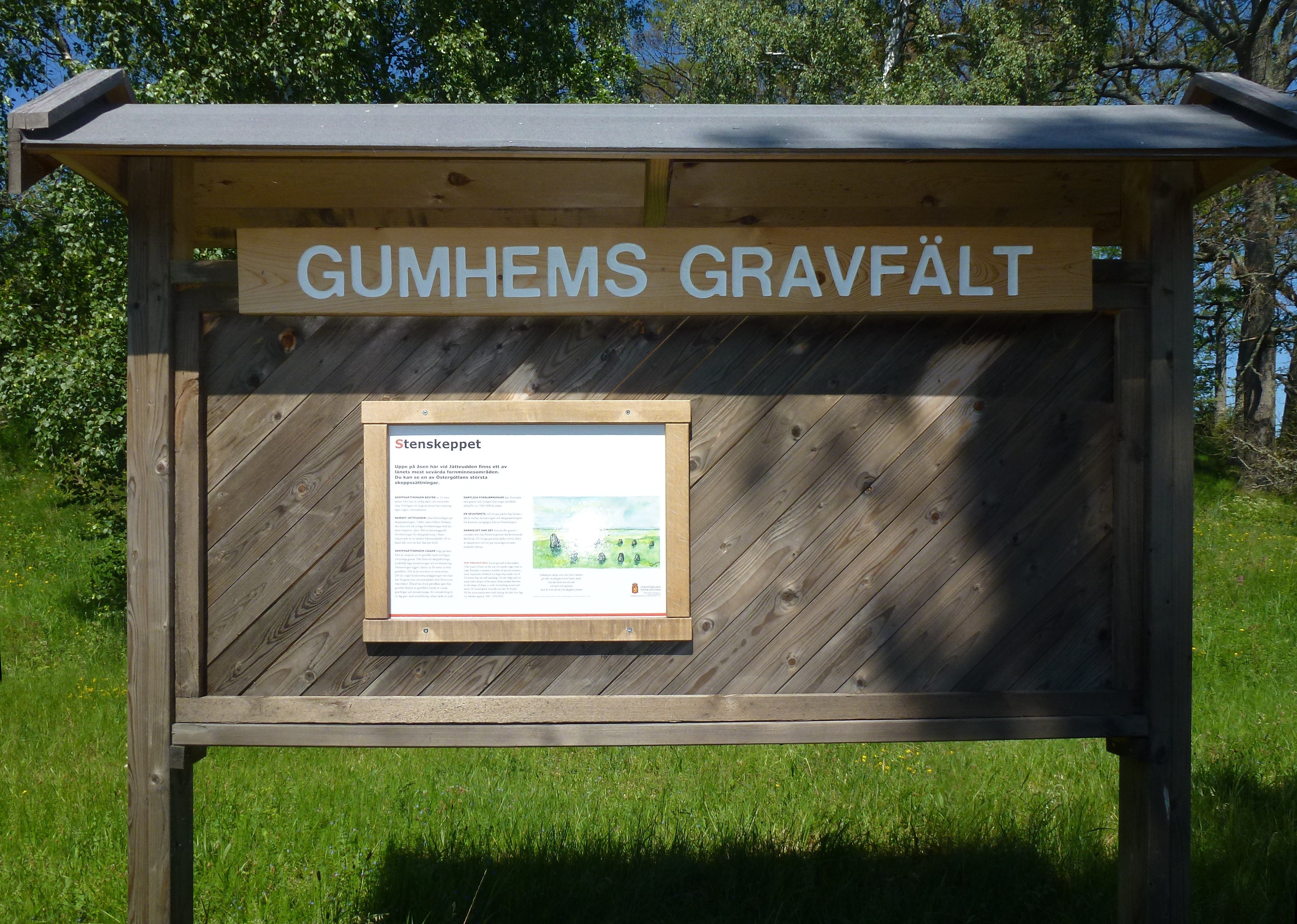
Gumhems gravfält, infotavla, 2014.

Gumhems gravfält ligger på Jätteudden vid sjön Åsundens sydöstra sida, cirka sju kilometer norr om tätorten Horn i Kinda kommun,  Östergötlands län.  Inom gravfältet finns en av Östergötlands största bevarade skeppssättningar. Gravfält och skeppssättningar vid Åsundens östra strand härrör från yngre järnåldern (500-1050 e. Kr.)

## Beskrivning
Själva skeppssättningen ligger på en åsrygg och består av 22 resta stenar som bildar ett ”skepp”  i sydostlig riktning med en längd av 17,5 meter och en största bredd av fem meter. I anslutning till skeppssättningen återfinns ett gravfält med 24 synliga gravar och en domarring. I åkern mellan domarringen och skeppssättningen hittades några pärlor och en spjutspets som troligen hörde till en genom åkerbruk förstörd grav.

## Bilder, skeppssättningen

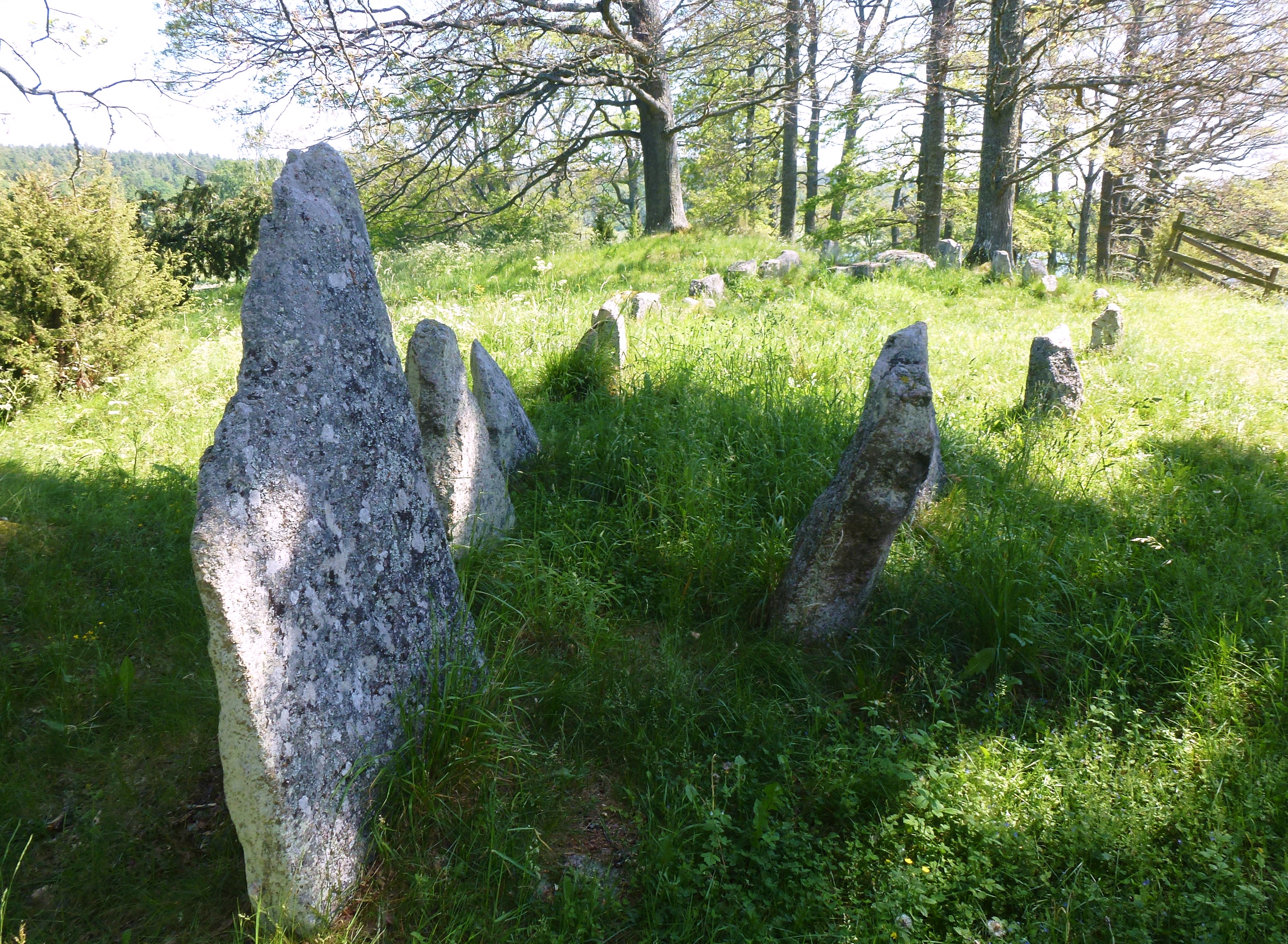
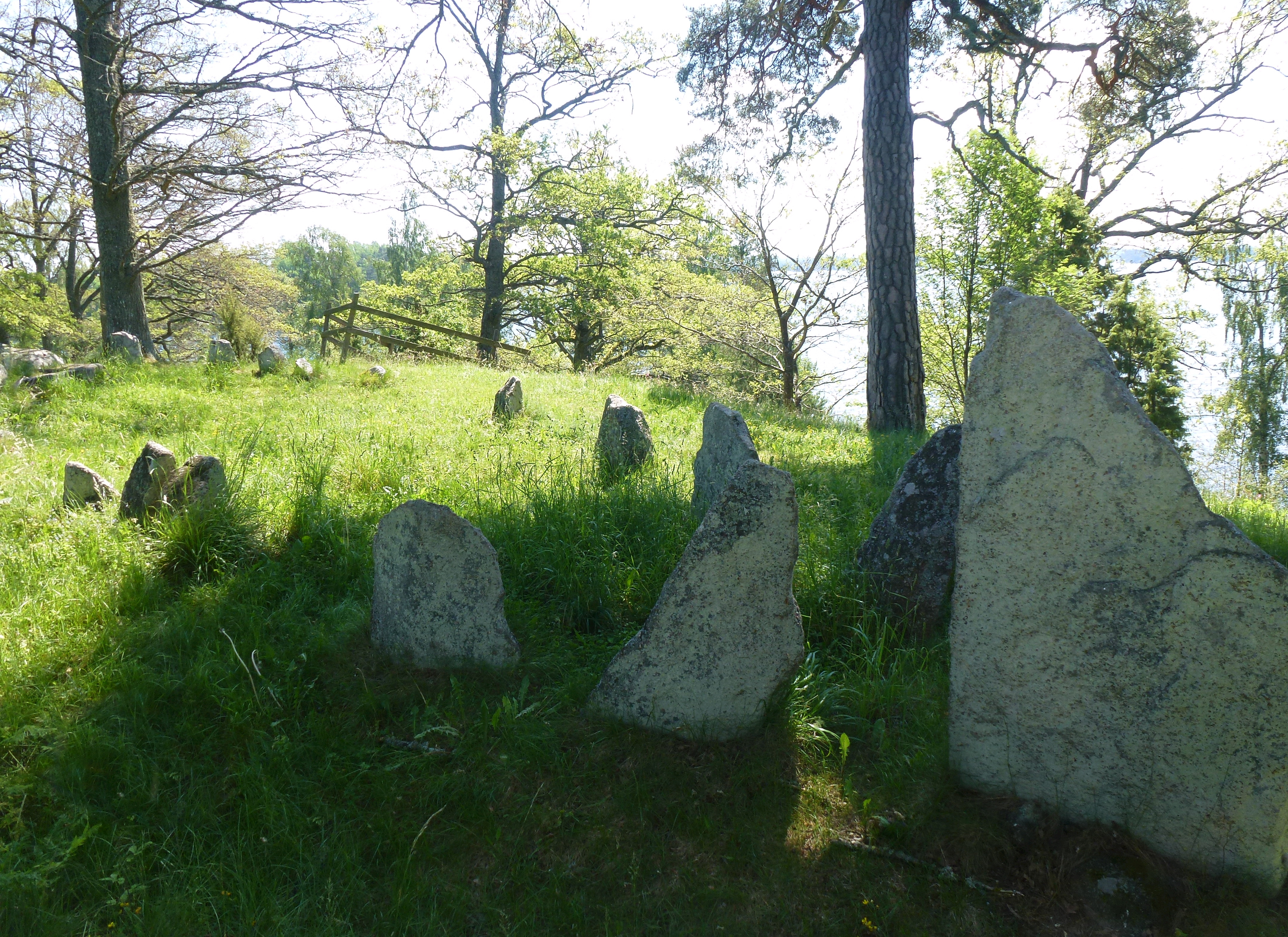
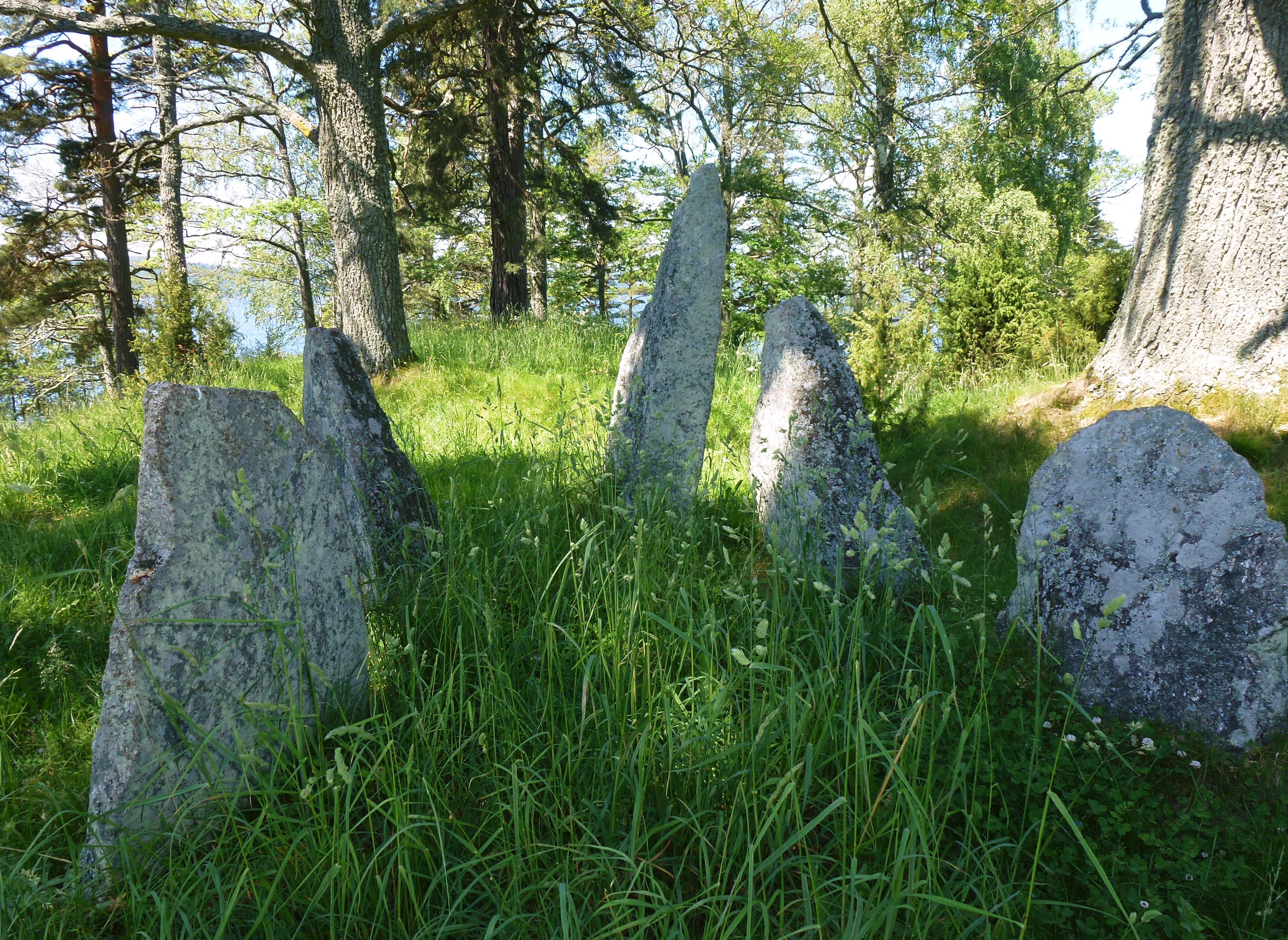
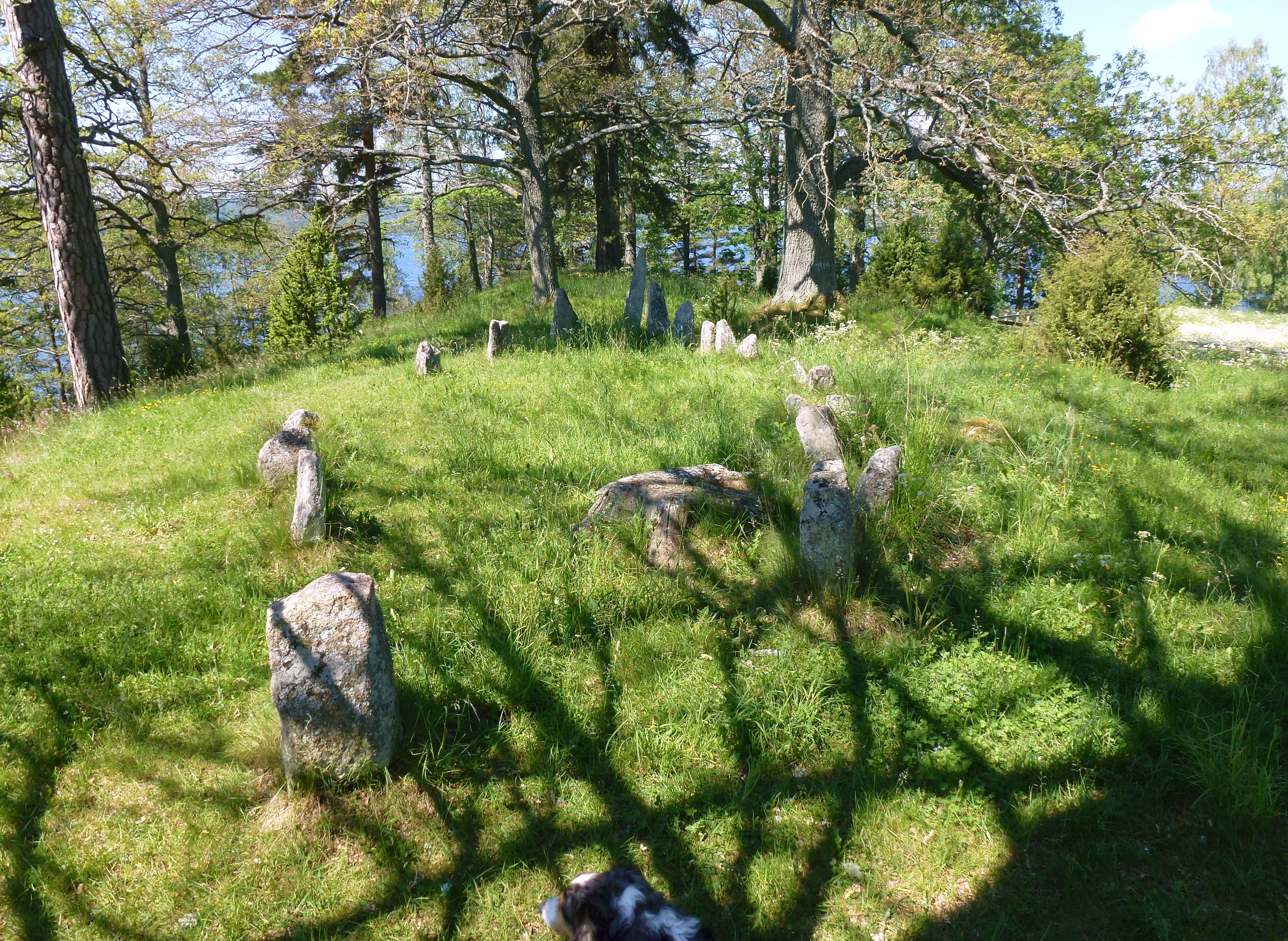